# Предраг Радосављевић
Предраг Преки Радосављевић (Београд, 24. јун 1963) jeсте бивши српско–амерички фудбалер. Тренутно је помоћни тренер МЛС екипе Сијетл саундерси.

## Каријера
Играчку каријеру почео је у Чукаричком и наставио накратко у Црвеној звезди. Играо је за енглеске клубове Евертон и Портсмут, и био је један од првих играча МЛС-а након формирања лиге 1996. године, играјући за Канзас сити визардсе и Мајами фјужн. Радосављевић је једини двоструки добитник МЛС МВП награде. Представљао је Сједињене Америчке Државе на репрезентативном нивоу. Играо је на Светском првенству 1998. године у групи са Ираном, Немачком и СР Југославијом. Изабран је у Америчку националну фудбалску кућу славних 2010. године.
Као тренер, водио је Сакраменто и Сент Луис у Уједињеној фудбалској лиги (USL) и МЛС екипе Торонто и Чивас САД.